# Le Clandestin (film, 1988)
Pour les articles homonymes, voir Le Clandestin et Uninvited.
Pour plus de détails, voir Fiche technique et Distribution.
Le Clandestin (Uninvited en version originale) est un film américain réalisé par Greydon Clark, sorti directement en vidéo en 1988.

## Synopsis
Dans un laboratoire expérimental du fin fond de la Floride, un chat parvient à échapper à la surveillance d'un groupe de scientifiques en combinaisons radioactives, et quitte le bâtiment. Les craintes des scientifiques concernant le réel danger que représente ce chat métastasé à la tumeur incongrue d'origine inconnue (qui est en fait un chat démoniaque vivant à l'intérieur de ce chat) se vérifient très vite.
Le chat, qui est désormais en liberté, se balade dans la Floride jusqu'à ce qu'un groupe d'adolescents le trouve et l'amène sur le yacht d'un milliardaire mafioso Walter Graham (Alex Cord) et de ses sbires Mike (George Kennedy) et Albert (Clu Gulager). Durant une nuit, Albert est tué par le chat, les adolescents vont devoir alors faire face au chat mutant.

## Fiche technique
- Titre original : Uninvited
- Titre français : Le Clandestin
- Réalisation : Greydon Clark
- Scénario : Greydon Clark
- Décors : Greg Maher
- Costumes : Elizabeth Warner Nankin
- Photographie : Nicholas Josef von Sternberg
- Montage : Travis Clark et Tom Gunn
- Musique : Dan Slider
- Production : Greydon Clark
- Société de distribution : Amazing Movies
- Pays d'origine : États-Unis
- Format : Couleur - 35 mm - 1,33:1 - Mono
- Genre : horreur
- Durée : 90 minutes
- Dates de sortie :
  - États-Unis : 24 août 1988
  - France : 14 octobre 1992

## Distribution
- George Kennedy (VF : Pierre Baton) : Mike Harvey
- Alex Cord : Walter Graham
- Toni Hudson (en) (VF : Dominique Vallée) : Rachel
- Rob Estes (VF : Bruno Dubernat) : Corey
- Clu Gulager : Albert
- Shari Shattuck (VF : Dominique Chauby) : Suzanne
- Clare Carey (VF : Pascale Vital) : Bobbie
- Eric Larson (VF : Jérome Keen) : Martin
- Beau Dremann : Lance